# Kundargi, Gokak
Kundargi là một làng thuộc tehsil Gokak, huyện Belgaum, bang Karnataka, Ấn Độ.